# Малая Вичка
Малая Вичка — река в России, протекает по Кондопожскому району Карелии.
Исток — болото восточнее реки Большая Вичка, западнее реки Эльмус. Течёт на юг по болотистой местности вдали от населённых пунктов. Устье реки находится в 7 км по левому берегу реки Большая Вичка, в 12 км северо-западнее посёлка Гирвас. Длина реки составляет 12 км.